# Вьетнамско-танзанийские отношения
Вьетнамско-танзанийские отношения — двусторонние дипломатические отношения между Вьетнамом и Танзанией. Государства являются членами Всемирной торговой организации и Организации Объединённых Наций. Вьетнам и Танзания установили дипломатические отношения в 1965 году. Вьетнам имеет посольство в Дар-эс-Саламе. Танзания не имеет посольства во Вьетнаме, а посольство в Пекине представляет интересы страны и во Вьетнаме.

## Экономические отношения

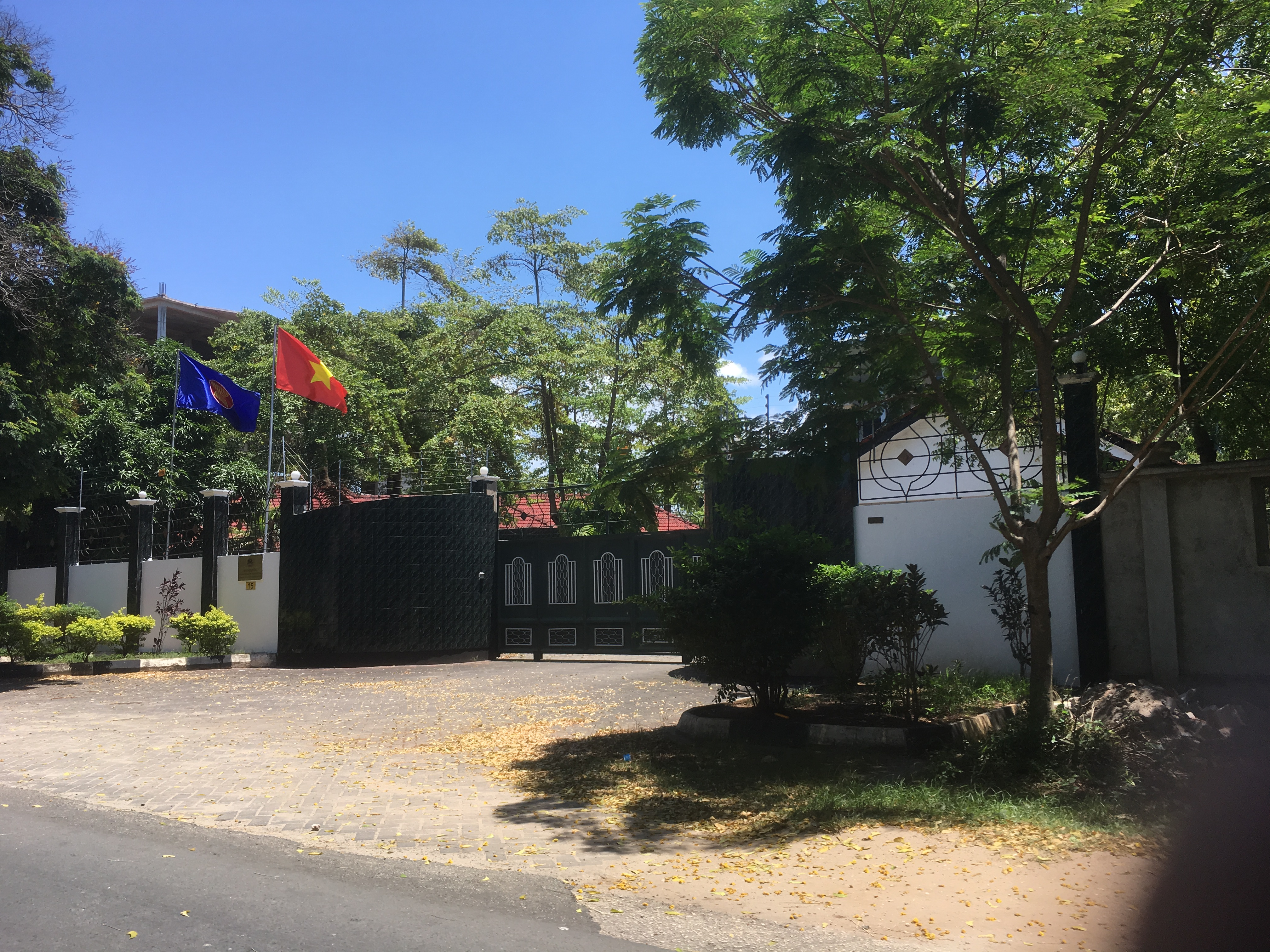
Посольство Вьетнама в Дар-эс-Саламе

В 2014 году объём товарооборота между государствами составил сумму около 156 миллионов долларов США, при этом Вьетнам экспортировал в Танзанию товаров на сумму более 105 миллионов долларов США. Экспорт Вьетнама в Танзанию: цементный клинкер и рис. Танзания является вторым по величине покупателем вьетнамского риса после Филиппин.
В 2015 году объём товарооборота между государствами возрос до 205 миллионов долларов США за счет роста экспорта из Танзании. Вьетнам является вторым по величине покупателем танзанийских орехов кешью и третьим по величине покупателем хлопка-сырца.

### Прямые иностранные инвестиции
В настоящее время Halotel является единственной вьетнамской фирмой, работающей в Танзании с первоначальными инвестициями в 700 миллионов долларов США. Государственная вьетнамская фирма пообещала предоставлять телекоммуникационные услуги в сельской местности и получила лицензию на деятельность во время визита президента Джакайя Киквете во Вьетнам в 2014 году.
В марте 2016 года президента Вьетнама Чыонга Тана Шанга сопровождали вьетнамские бизнесмены, чтобы изучить инвестиционную атмосферу в Танзании. Инвесторы изучили специальные зоны экспортной переработки в Танзании и надеются сделать эту страну воротами для вьетнамской продукции в Восточную Африку.

## Государственные визиты
12 октября 2014 года президент Танзании Джакайя Киквете совершил двухдневный государственный визит в Ханой, где посетил различные предприятия и приветствовал вьетнамские инвестиции, а также предоставил Viettel Group лицензию на работу в Танзании.
9 марта 2016 года президент Вьетнама Чыонга Тана Шанга совершил трёхдневный государственный визит в Танзанию, где провёл двусторонние переговоры с президентом Джоном Магуфули. Во время визиты были подписаны различные торговые и инвестиционные соглашения.